# Oravisaari (ö i Kajanaland, Kehys-Kainuu, lat 64,94, long 28,85)
Oravisaari är en ö i Finland. Den ligger i sjön Kiantajärvi och i kommunen Suomussalmi i den ekonomiska regionen  Kehys-Kainuu  och landskapet Kajanaland, i den centrala delen av landet, 600 km norr om huvudstaden Helsingfors. Öns area är 14,5 hektar och dess största längd är 0,7 kilometer i öst-västlig riktning.